# Riksväg 26, Finland

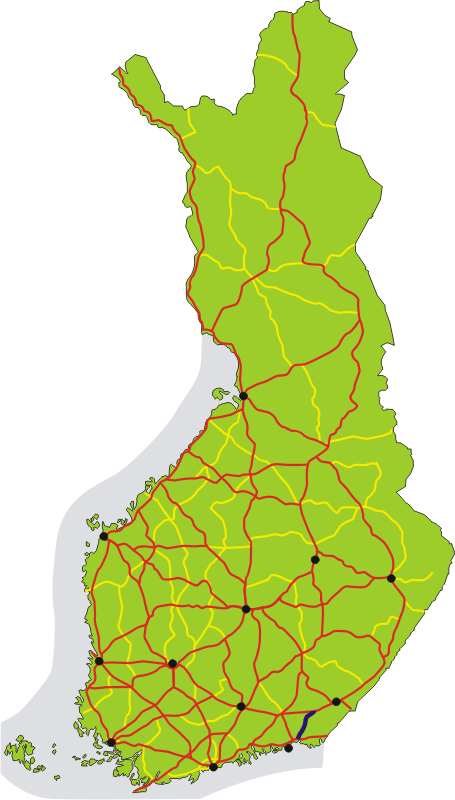
Riksväg 26 markerad med mörkblått på kartan

Riksväg 26 är en av Finlands huvudvägar. Den går från Fredrikshamn till Luumäki.